# فیلیپ دیویس
فیلیپ دیویس (انگلیسی: Phil Davis؛ زادهٔ ۲۵ سپتامبر ۱۹۸۴) ورزشکار هنرهای رزمی ترکیبی اهل ایالات متحده آمریکا است.